# Hans von der Mosel
Hans Leopold Paul von der Mosel (Bodenbach bei Tetschen, 3 maggio 1898 – Nienburg, 12 aprile 1969) è stato un generale tedesco, veterano della prima guerra mondiale, dove fu decorato con la Croce di Ferro di II classe, nel corso del secondo conflitto si distinse particolarmente durante l'Operazione Marita e nella fasi iniziali dell'Operazione Barbarossa, venendo insignito Croce di Cavaliere della Croce di Ferro. Nominato successivamente comandante della piazzaforte di Brest, per aver partecipato alla sua difesa dall'attacco americano avvenuto durante l'estate del 1944 fu insignito della fronde di Quercia sulla Croce di Cavaliere.

## Biografia
Nacque a Bodenbach bei Tetschen , nei Sudeti, il 3 maggio 1898 da nobile famiglia. Arruolatosi come cadetto nell’Esercito imperiale il 28 novembre 1916, prestò servizio nel 101 Grenadier-Regiment nel corso della prima guerra mondiale, venendo promosso tenente il 1 dicembre 1917.
Dopo la fine della guerra entrò nel Reichswehr, distinguendosi per l’attività nel settore antiaereo.
Promosso capitano, nel 1935 assunse il comando della 7ª Compagnia mitragliatrici da 20 mm. Il 1 agosto 1938 fu promosso maggiore, e assunse il comando delle truppe della Scuola di difesa antiaerea e del centro di addestramento di Altwerp. Il 25 maggio 1940 assunse il comando del I Battaglione dell'Infanterie-Regiment 234, partecipando alla seconda fase della battaglia di Francia, e venendo promosso tenente colonnello il 1 luglio dello stesso anno. Il 19 novembre successivo assunse il comando del II Battaglione dell'Infanterie-Regiment 156, con cui si distinse durante l'Operazione Marita, cioè l’invasione di Jugoslavia e Grecia dell'aprile 1941.
A partire dal 22 giugno successivo prese parte all’invasione dell’Unione Sovietica (Operazione Barbarossa), venendo promosso colonnello il 1 aprile 1942. Il 1 luglio dello stesso anno assunse il comando del l’Infanterie-Regiment 548, distinguendosi nelle battaglie difensive di Rshew, e venendo decorato con la Croce di Cavaliere della Croce di Ferro il 9 agosto 1942. Il 1 maggio 1943 fu trasferito in Bretagna, Francia, nominato comandante della piazzaforte di Brest. Dopo lo sbarco alleato in Normandia, avvenuto il 6 giugno 1944, le truppe americane cinsero d’assedio Brest a partire dal mese di agosto. Il 7 dello stesso mese respinse una prima offerta di resa avanzata dagli americani, ma il giorno 12 fu sostituito nel comando dal generale Hermann-Bernhard Ramcke, comandante della 2. Fallschirmjäger-Division, assumendo l’incarico di Capo di stato maggiore del comando delle forze tedesche presenti all’interno della piazzaforte. Secondo alcune fonti il generale Ramcke si era più volte lamentato via radio con il Quartier generale del Führer (Führerhauptquartier) per la sua mancanza di spirito combattivo. Assunto il comando del settore occidentale della difesa, fu promosso Generalmajor il 1 settembre, e il 12 dello stesso mese fu insignito delle fronde di Quercia sulla Croce di Cavaliere. Dopo la resa delle truppe tedesche, avvenuta a mezzogiorno del 18 settembre, fu preso prigioniero dagli americani e trasferito successivamente negli Stati Uniti, da dove ritornò in Patria nel corso del 1948. Ritiratosi a vita privata si spense a Nienburg il 12 aprile 1969.